# Doaa El-Adl
Doaa El-Adl (Arabisch: دعاء العدل) (Damietta, 6 februari 1979) is een Egyptische cartooniste.

## Biografie
El-Adl studeerde fijne kunsten aan de Universiteit van Alexandrië, waaraan ze afstudeerde in 2000. Sinds 2007 publiceert zij haar cartoons in verschillende kranten en tijdschriften, waaronder al-Dustour, Rose-al-Yusuf, Sabah El Kheir en al-Masry al-Youm. Naast cartoons maakt El-Adl ook illustraties voor kinderverhalen.
In 2012 veroorzaakte een van haar tekeningen, over het gebruik van religie voor politiek gewin, voor opschudding. El-Adl wer aangeklaagd wegens blasfemie. De rechtszaak werd na de staatsgreep van 2013 geseponeerd.
Een andere cartoon van haar hand leidde in 2013 tot felle discussies in Egypte. De tekening bekritiseerde vrouwelijke genitale verminking. Het toont een man die een ladder beklimt met een schaar in zijn hand, om een bloem tussen de benen van een vrouw af te knippen.
In 2017 publiceerde ze haar boek 50 Cartoons and more on women, over de invloed van sociale normen op het leven van vrouwen in de Arabische wereld en wereldwijd.
El-Adl stond in 2024 centraal in Getekend Verzet, een uitzending van Het Uur van de Wolf.

## Onderscheidingen
- 2009: Prijs van de Egyptische journalistenvereniging voor de beste cartoon
- 2013: Political Satire Prize (Forte dei Marmi) in de categorie Internationale satirische tekeningen
- 2023: Prijs op het Salon international du dessin de presse et d'humour (Saint-Just-le-Martel)
- 2013: Award to Resist Violence against Women
- 2014: Press Cartoonist Prize van de organisatie Cartooning for Peace (Genève)
  - Uitgereikt door Kofi Annan, voormalig secretaris-generaal van de VN.[8]
- 2015: Mustafa and Ali Amin Prize
- 2016: Opgenomen in 100 Women van de BBC, een lijst van de meest inspirerende en invloedrijke vrouwen van 2016
- 2017: Mahmoud Kahil Award voor politieke cartoons (Beiroet)
- 2020: Hoofdprijs bij de Women Cartoonist International Award
- 2024: Mahmoud Kahil Award voor politieke cartoons (Beiroet)

- Gemeinsame Normdatei: 1219763497
- Library of Congress Control Number: no2009037573
- Virtual International Authority File: 83583915